# Атиш (водоспад)
 Атиш  (башк. Атыш «той, що стріляє», «постріл») — водоспад на Південному Уралі, в Белорецькому районі республіки Башкортостан. Водоспад — це вихід з грота Атиш на поверхню підземної річки, яка також називається Атиш. Сам грот (він же Атишська печера) знаходиться в горі Яш-Кузь-Таш.

## Географія
Водоспад утворений мільйони років тому на горі двома підземними річками — Агуй та Атиш, раніше мав сильніший потік і вивергався з більшої висоти.

Водоспад «Атиш» унікальний та єдиний подібний на Уралі, він витікає з великого грота Атишської печери в горі Яш-Кузь-Таш і прямовисно падає двома струменями з висоти у 4 метри. Ширина цього гроту — 6 метрів, висота — 4,5 метри, а його глибина — близько 10 метрів.

Під водоспадом утворилося невелике озеро. У цьому місці виходять води справжньої підземної річки. Частина води поступає висхідним потоком з глибини 7 метрів у грот цієї печери та падає водоспадом, а частина виходить прямо в озеро.
Від падіння маси води під водоспадом утворилися два водобійних котли, глибина яких досягає 10 метрів, а діаметр — 20 метрів. З озера струмок Атиш пробігає звивистим руслом близько 200 метрів і впадає в річку Лемезу. Вода Атиша, як і всякого підземного джерела, дуже холодна та протягом року має постійну температуру в + 4 градуси.
Гора, де знаходиться водоспад, складена вапняками віком 570 мільйонів років. Води річок проточили у верхній частині гори вапняк, і пройшли вниз на південний схил гори.
Північніше від водоспаду знаходиться місце, де річки Агуй та Атиш, зливаючись в одно русло, зникають, щоб через декілька кілометрів з'явитися на поверхні у вигляді могутнього потоку, що розбиває скелі. Місце зникнення двох струмків корінні жителі називають Атиш-Сумган, що в перекладі з башкирської «Атиш пірнув».
Відстань від великих міст: Уфа — 150 км, Челябінськ — 370 км,Єкатеринбург — 480 км, Перм — 550 км, Тюмень — 800 км, Курган — 620 км.
Водоспад є комплексним пам'яткою природи, що включає цілий ряд карстових форм: печер, понор, підземних русел струмків.

Із 1965 року оголошений пам'яткою природи республіканського значення.

## Фотогалерея

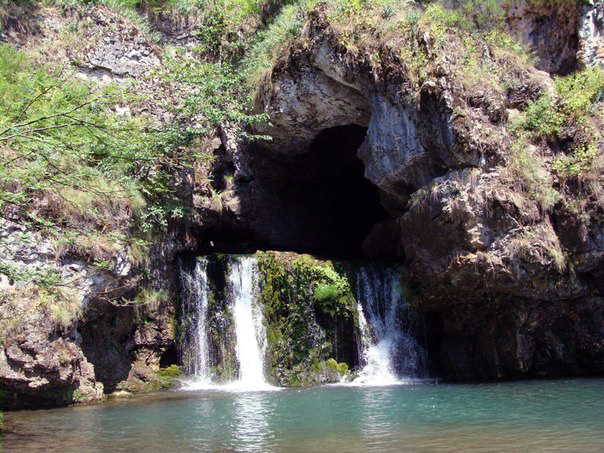
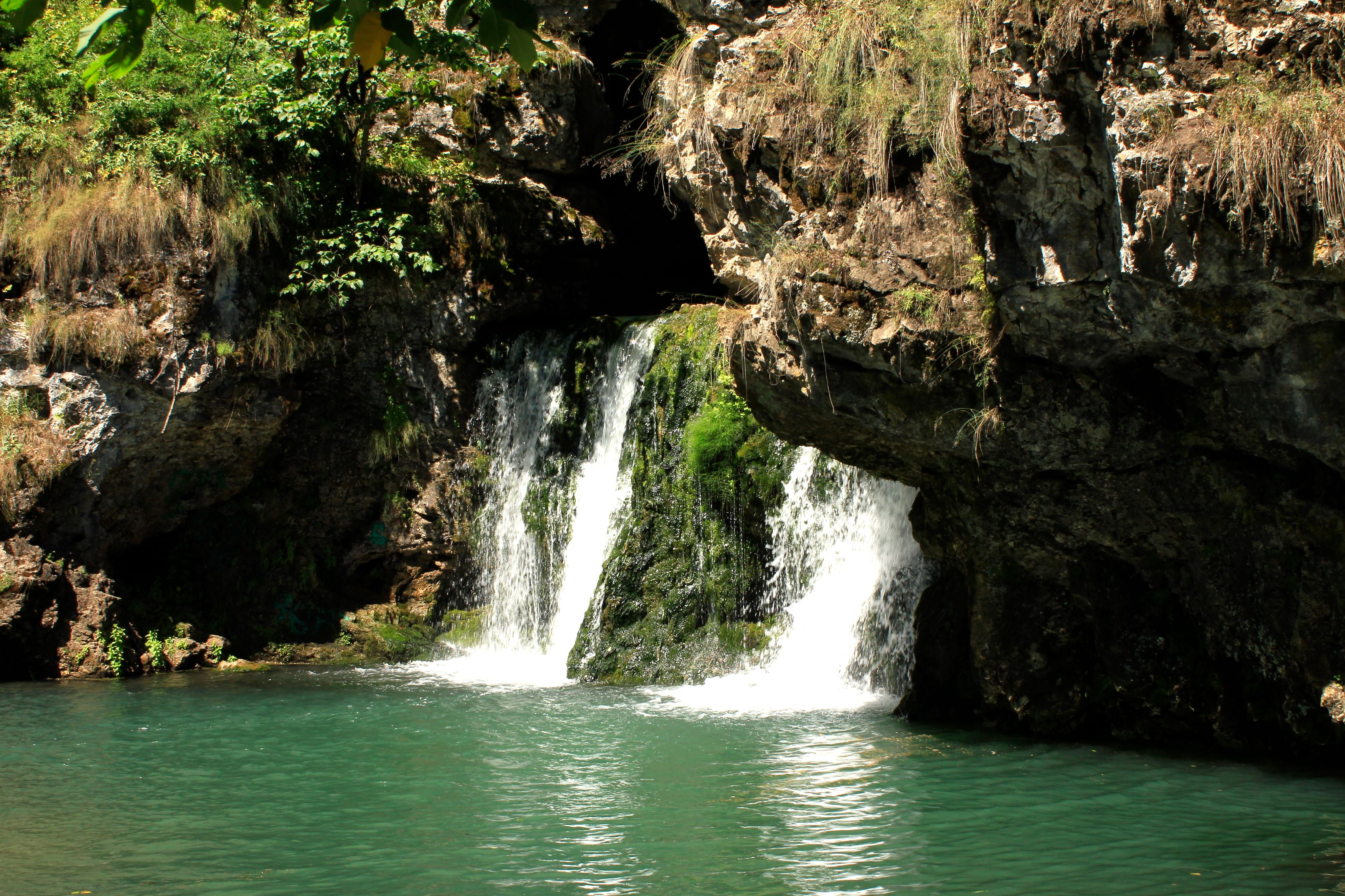
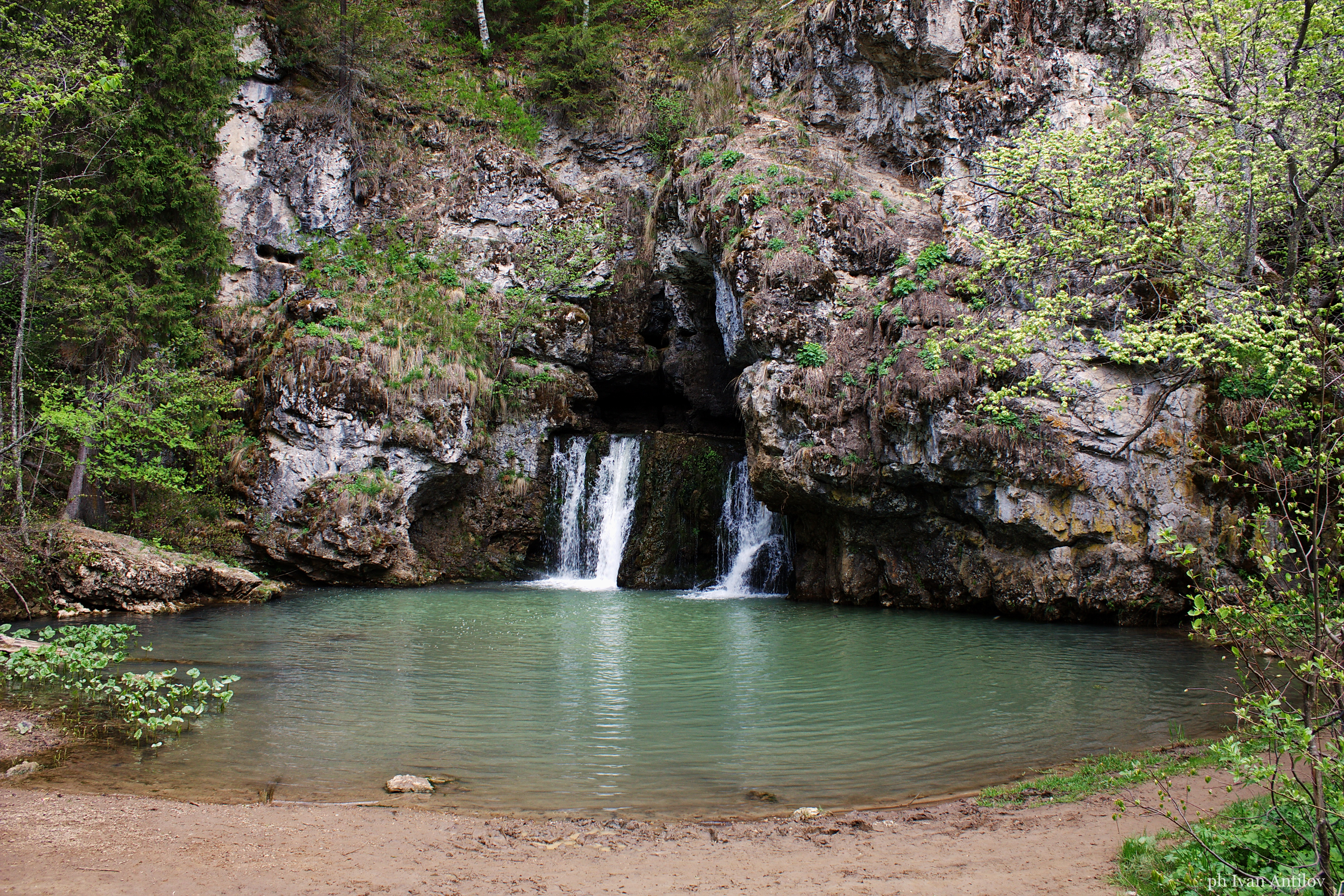
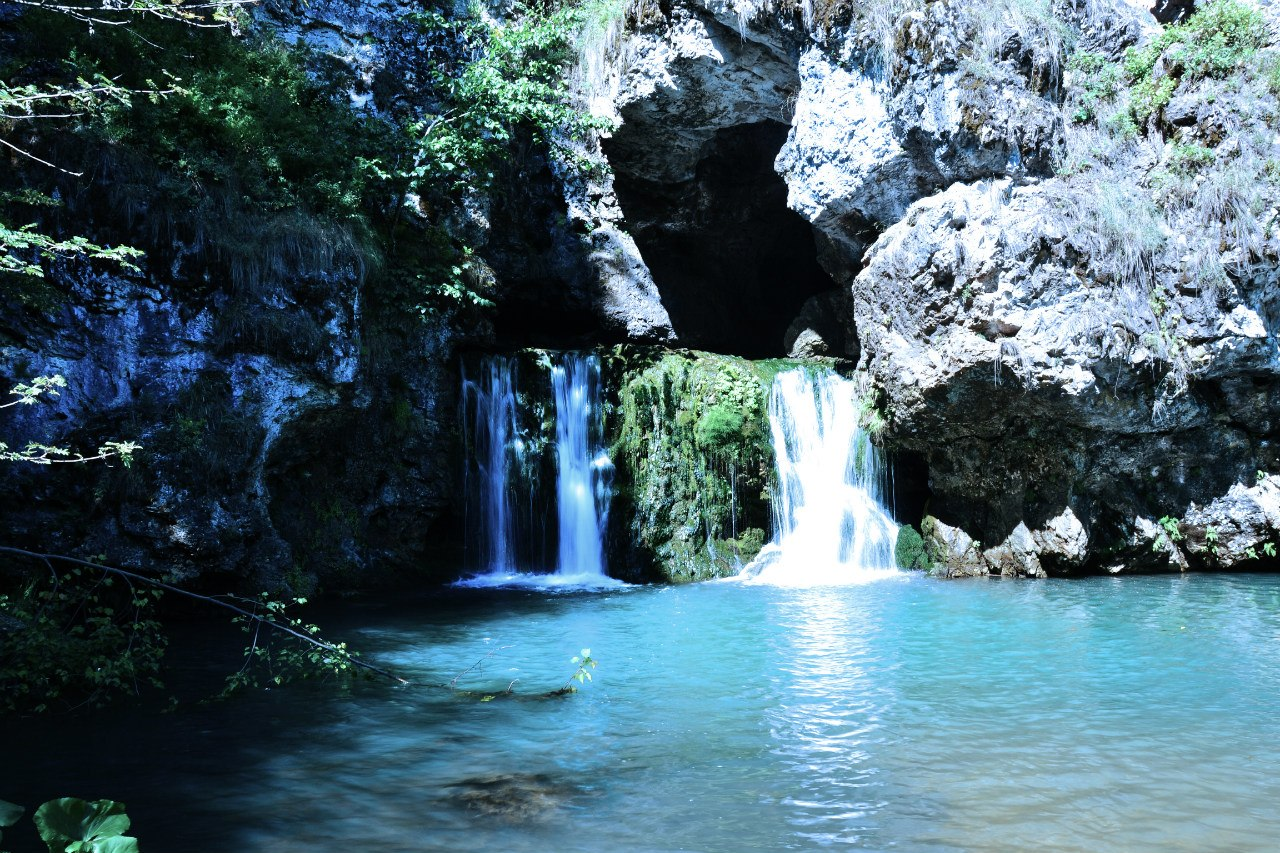
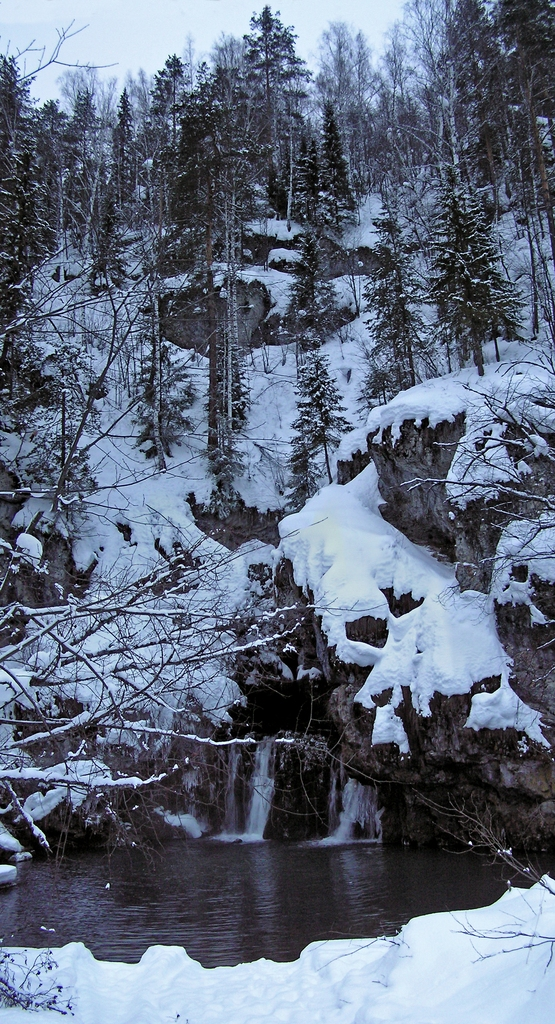

## Маршрут
Дістатися до водоспаду можна на електричці, що виходить з Уфи у бік Бєлорєцька, треба доїхати до зупинки «71 км». Від зупинки йти по стежці, минути у брід річку Інзер (проходимо тільки в межень), потім річку Лемезу, на іншому березі якої і буде водоспад. Течія у річці сильна, на дні гострі камені, тому варто узяти взуття для броду. Відстань від зупинки потягів до водоспаду — близько 13 кілометрів. Найкраще планувати похід на два дні з ночівлею біля водоспаду. Не збитися з вірного шляху допоможе маркування і те, що стежка на водоспад найширша і добре натоптана. Дорога від 71 км проходить через гору з дуже цікавою назвою, її прозвали Відьмою. Якщо ви на автомобілі, то треба їхати до селища Верхні Лемези, від якого по стежці можна дійти до водоспаду (10 км).
- Період дії: постійно.
- Режим роботи: цілодобово.
- Вартість: безкоштовно.